# Empoisonnement du puits
Ne doit pas être confondu avec empoisonnement des puits.
L'empoisonnement du puits est un sophisme où l'on donne préalablement de l'information négative, vraie ou fausse, à propos d'un adversaire, dans le but de discréditer ou de ridiculiser tout ce que dira par la suite ce dernier, ou une personne qui lui est liée, même si son discours n'a rien à voir avec l'information donnée.
Cette technique rhétorique peut être un type d'argumentum ad personam et a été utilisée pour la première fois en ce sens par John Henry Newman dans son ouvrage Apologia Pro Vita Sua (1864),.
La structure logique de ce sophisme est la suivante :
1. Voici une information négative (vraie ou fausse) à propos d'une personne.
2. Par conséquent, ce qu'elle dit, en lien ou non avec cette information, est douteux.

De façon générale, elle est utilisée pour discréditer un opposant ou un adversaire, en présentant des informations perçues comme défavorables, afin de discréditer ses propos.
L'expression tire son origine de l'empoisonnement des puits, une stratégie en temps de guerre visant à empoisonner les approvisionnements d'eau d'un adversaire afin de l'affaiblir avant de lui porter une attaque.